# Kondofrei, Pernik
Kondofrei (în bulgară Кондофрей) este un sat în comuna Radomir, regiunea Pernik,  Bulgaria. 

## Demografie
Componența etnică a satului Kondofrei
     Bulgari (97,56%)
     Nicio identificare (2,43%)
     Altele (0%)
La recensământul din 2011, populația satului Kondofrei era de 164 locuitori. Din punct de vedere etnic, majoritatea locuitorilor (97,56%) erau bulgari. Pentru 2,43% din locuitori nu este cunoscută apartenența etnică.